# Nekrolog 1. Quartal 1968
Nekrolog
◄◄
| ◄
| 1964
| 1965
| 1966
| 1967
| 1968 | 1969 | 1970 | 1971 | 1972 | ► | ►►
1. Quartal |
2. Quartal |
3. Quartal |
4. Quartal 1968
Weitere Ereignisse | Allgemeiner Nekrolog 1968
Die Beschreibung der verstorbenen Person sollte so kurz wie möglich gehalten sein und nur deren signifikante Tätigkeit(en) enthalten.
Neue Namen ggf. auch unter dem Geburts- und Sterbedatum, also etwa unter 1. Januar und im Geburts- und Sterbejahr (2024) eintragen (nur bei entsprechender großer Wichtigkeit). Für Beispiele siehe die schon vorhandenen Artikel.
Außerdem über die fünf zuletzt Verstorbenen, zu denen es einen ausreichend guten Artikel für eine Präsentation auf der Hauptseite gibt, nach der todesbedingten Überarbeitung der Artikel ggf. auch unter Wikipedia Diskussion:Hauptseite informieren und sie am besten auch in den anderen Wikipedia-Sprachversionen eintragen. Tipp: Regelmäßig bei news.google.de nach „ist tot“, „gestorben“ oder „verstorben“ suchen.
Wenn eine Person gestorben ist, gibt es viele Seiten zu dieser Person in der Wikipedia, die davon auch betroffen sind und entsprechend aktualisiert werden müssen. Beispiele: Namenübersichtsseite, Geburtsjahr, Geburtsort-Seiten und viele mehr.
Wie finde ich die betroffenen Seiten?
Im Suchfeld auf der linken Seite gibt man den Suchbegriff so ein: „Vorname Nachname“. Dann klickt man auf Volltext und alle Seiten mit entsprechendem Suchtext werden aufgerufen. Hier sieht man dann schnell, wo auch das Todesjahr Sinn macht oder sogar ein Teil des Artikels angepasst werden muss. Auch hilft das „Werkzeug“ auf der linken Seite sehr gut, um solche Seiten aufzufinden: „Links auf diese Seite“. Somit ist die Wikipedia wieder aktuell in allen Bereichen! Hinweis: bei Eintragung der Kategorie „Gestorben JAHR“ wird der Missbrauchsfilter 49 ausgelöst, was jedoch nicht schlimm ist. Siehe: Spezial:Missbrauchsfilter/49
Dies ist eine Liste von im ersten Quartal 1968 verstorbenen bekannten Persönlichkeiten. Die Einträge erfolgen innerhalb der einzelnen Daten alphabetisch sortiert. Tiere sind im Nekrolog für Tiere zu finden.

## Januar
| Tag        | Name                                  | Beruf, bekannt als                                                                                           | Alter | Beleg |
| ---------- | ------------------------------------- | --- | ----- | ----- |
| 1. Januar  | Brooks Benedict                       | US-amerikanischer Schauspieler                                                                               | 71    |       |
| 1. Januar  | Joost de Blank                        | anglikanischer Theologe und Gegner der Apartheid                                                             | 59    |       |
| 1. Januar  | Claus Heim                            | deutscher Landwirt und politischer Aktivist                                                                  | 83    |       |
| 1. Januar  | Ernst Kusserow                        | deutscher Offizier und Flugzeugführer in der Luftwaffe der Wehrmacht, später in der Luftwaffe der Bundeswehr | 64    |       |
| 1. Januar  | Reinhold Lingner                      | deutscher Landschafts- und Gartenarchitekt der DDR                                                           | 65    |       |
| 1. Januar  | Donagh MacDonagh                      | irischer Schriftsteller und Richter                                                                          | 55    |       |
| 1. Januar  | Georg Alexander Mathéy                | deutscher Grafiker und Briefmarkenkünstler                                                                   | 83    |       |
| 1. Januar  | Ugo Morin                             | italienischer Mathematiker                                                                                   | 66    |       |
| 1. Januar  | Frank Oliver                          | US-amerikanischer Jurist und Politiker                                                                       | 84    |       |
| 1. Januar  | Käthe Olshausen-Schönberger           | österreichische Autorin und Illustratorin                                                                    | 86    |       |
| 1. Januar  | Robert Sutherland                     | britischer Langstreckenläufer                                                                                | 61    |       |
| 2. Januar  | LaVern Dilweg                         | US-amerikanischer American-Football-Spieler und Politiker (Demokratische Partei)                             | 64    |       |
| 2. Januar  | Ernst Hadermann                       | deutscher Soldat, Gymnasiallehrer, Widerständler und Germanist, MdV (Kulturbund)                             | 71    |       |
| 2. Januar  | Cuno Hoffmeister                      | deutscher Astronom und Geophysiker                                                                           | 75    |       |
| 2. Januar  | Arnold Marshall Rose                  | US-amerikanischer Soziologe                                                                                  | 49    |       |
| 2. Januar  | Karl Siemsen                          | deutscher Jurist und Politiker (SPD), MdL                                                                    | 80    |       |
| 2. Januar  | Nikolai Stepulov                      | estnischer Boxer und sowjetischer Boxtrainer                                                                 | 54    |       |
| 3. Januar  | Viktor Ebenstein                      | österreichischer Pianist und Musikpädagoge                                                                   | 79    |       |
| 3. Januar  | Walther Hofstaetter                   | deutscher Pädagoge                                                                                           | 84    |       |
| 3. Januar  | Robert Koepke                         | deutscher Maler und Grafiker                                                                                 | 74    |       |
| 3. Januar  | Willy Quandt                          | deutscher Pfarrer                                                                                            | 55    |       |
| 3. Januar  | Earl Swope                            | US-amerikanischer Jazz-Posaunist                                                                             | 45    |       |
| 3. Januar  | John Tandberg                         | norwegisch-schwedischer Physiker, Chemiker, Autor und Humorist                                               | 71    |       |
| 04. Januar | Bouke Benenga                         | niederländischer Schwimmer und Wasserballspieler                                                             | 79    |       |
| 4. Januar  | Armando Castellazzi                   | italienischer Fußballspieler und -trainer                                                                    | 63    |       |
| 4. Januar  | Leven H. Ellis                        | US-amerikanischer Politiker                                                                                  | 86    |       |
| 4. Januar  | Augustinus Hieber                     | katholischer Pfarrer, bischöflicher Kommissär                                                                | 81    |       |
| 4. Januar  | Jean Murat                            | französischer Schauspieler                                                                                   | 79    |       |
| 4. Januar  | Joseph Pholien                        | belgischer Politiker und Premierminister                                                                     | 83    |       |
| 4. Januar  | Georgi Michailowitsch Popow           | sowjetischer Politiker und Diplomat                                                                          | 61    |       |
| 5. Januar  | Hermann Erhard                        | deutscher Unternehmer und Lokalpolitiker                                                                     | 84    |       |
| 5. Januar  | Max Henny                             | niederländischer Fußballspieler                                                                              | 82    |       |
| 5. Januar  | Karl Kobelt                           | Schweizer Politiker (FDP)                                                                                    | 76    |       |
| 5. Januar  | Anton Josef Schatz                    | österreichischer Politiker (NSDAP), MdR                                                                      | 65    |       |
| 5. Januar  | Wilhelm Smidt                         | Historiker und Archivdirektor                                                                                | 82    |       |
| 5. Januar  | August Winkel                         | deutscher Chemiker                                                                                           | 65    |       |
| 6. Januar  | Kurt Baschwitz                        | deutsch-holländischer Soziologe und Journalist                                                               | 81    |       |
| 6. Januar  | Rolf Ippen                            | deutscher Zeitungsverleger                                                                                   | 68    |       |
| 6. Januar  | Thomas Loudon                         | kanadischer Ruderer                                                                                          | 84    |       |
| 6. Januar  | Stanley Pargellis                     | US-amerikanischer Historiker und Bibliothekar                                                                | 69    |       |
| 6. Januar  | Carl Schneidewind                     | deutscher Politiker (WP), MdR                                                                                | 82    |       |
| 6. Januar  | Edmund Ware Sinnott                   | US-amerikanischer Botaniker und Philosoph der Biologie                                                       | 79    |       |
| 6. Januar  | Oscar Weigert                         | deutsch-US-amerikanischer Verwaltungsjurist und Arbeitsrechtler                                              | 81    |       |
| 7. Januar  | Anatolij Babko                        | ukrainisch-sowjetischer Chemiker                                                                             | 62    |       |
| 7. Januar  | Hugo Butler                           | kanadischer Drehbuchautor                                                                                    | 53    |       |
| 7. Januar  | George Constantine                    | US-amerikanischer Rennfahrer                                                                                 | 49    |       |
| 7. Januar  | Karl Erhard Junghans                  | deutscher Unternehmer                                                                                        | 88    |       |
| 7. Januar  | Ed Lacy                               | US-amerikanischer Schriftsteller                                                                             | 56    |       |
| 7. Januar  | Ephraim Longworth                     | englischer Fußballspieler                                                                                    | 80    |       |
| 7. Januar  | Josef Pfaller                         | österreichischer Politiker (SPÖ), Mitglied des Bundesrates                                                   | 59    |       |
| 7. Januar  | Mario Roatta                          | italienischer General während des Zweiten Weltkrieges                                                        | 81    |       |
| 7. Januar  | James Leonard Brierley Smith          | südafrikanischer Zoologe, Ichthyologe und Chemiker                                                           | 70    |       |
| 7. Januar  | Gholamreza Takhti                     | iranischer Ringer                                                                                            | 37    |       |
| 8. Januar  | Albert Bothner                        | deutscher Landrat                                                                                            | 78    |       |
| 8. Januar  | Claude A. Fuller                      | US-amerikanischer Politiker                                                                                  | 91    |       |
| 8. Januar  | Georg Herlitz                         | jüdischer Historiker und Archivar                                                                            | 82    |       |
| 8. Januar  | Charles Loewner                       | tschechisch-US-amerikanischer Mathematiker                                                                   | 74    |       |
| 8. Januar  | Pierre van Paassen                    | Journalist, Schriftsteller und unitarischer Pfarrer                                                          | 72    |       |
| 8. Januar  | Piero Pastore                         | italienischer Fußballspieler und Schauspieler                                                                | 64    |       |
| 8. Januar  | James Molony Spaight                  | britischer Jurist und Theoretiker des Luftkriegs                                                             | 90    |       |
| 8. Januar  | Wolfgang von Tirpitz                  | deutscher Marineoffizier, Wirtschaftsfunktionär und Politologe                                               | 80    |       |
| 9. Januar  | Louis Aubert                          | französischer Komponist                                                                                      | 90    |       |
| 9. Januar  | Paul Böhling                          | deutscher Schiffbauingenieur, Yachtkonstrukteur und Werftbesitzer                                            | 61    |       |
| 9. Januar  | Thomas Otto Brandt                    | austroamerikanischer Germanist und Schriftsteller                                                            | 61    |       |
| 9. Januar  | Noël Calef                            | französischsprachiger Schriftsteller                                                                         | 60    |       |
| 9. Januar  | Wilhelm Pawlik                        | deutscher Politiker (SPD), MdL                                                                               | 67    |       |
| 9. Januar  | Gino Sciardis                         | französischer Radrennfahrer                                                                                  | 50    |       |
| 9. Januar  | Hans Steger                           | deutscher Bildhauer                                                                                          | 60    |       |
| 9. Januar  | Kōkichi Tsuburaya                     | japanischer Langstreckenläufer                                                                               | 27    |       |
| 9. Januar  | Walther Weis                          | deutscher Maler des Expressiven Realismus                                                                    | 77    |       |
| 10. Januar | Toni Bauhofer                         | deutscher Automobil- und Motorradrennfahrer                                                                  | 75    |       |
| 10. Januar | Richard Blankenhorn                   | deutscher Politiker (NSDAP), MdL im Volksstaat Württemberg und Kreisleiter von Ehingen                       | 81    |       |
| 10. Januar | Raoul Castex                          | französischer Admiral und Militärtheoretiker                                                                 | 89    |       |
| 10. Januar | Ali Fuat Cebesoy                      | osmanisch-türkischer Militäroffizier, Minister und Botschafter                                               | 85    |       |
| 10. Januar | Theophilus E. Dönges                  | südafrikanischer Politiker                                                                                   | 69    |       |
| 10. Januar | Arthur Doodson                        | britischer Ozeanograph                                                                                       | 77    |       |
| 10. Januar | Nell Hall Hopman                      | australische Tennisspielerin                                                                                 | 58    |       |
| 10. Januar | Paul Jacobshagen                      | deutscher evangelischer Theologe, Politiker (NSDAP), zeitweilig Mitglied der „Deutschen Christen“            | 78    |       |
| 10. Januar | Hans Sassmann                         | österreichischer Politiker (ÖVP)                                                                             | 75    |       |
| 10. Januar | Howard Smith                          | US-amerikanischer Schauspieler                                                                               | 74    |       |
| 10. Januar | Otto Charles Sommerich                | US-amerikanischer Anwalt                                                                                     | 90    |       |
| 10. Januar | Basil Sydney                          | britischer Theater- und Filmschauspieler                                                                     | 73    |       |
| 10. Januar | Josué Teófilo Wilkes                  | argentinischer Komponist                                                                                     | 85    |       |
| 11. Januar | Franz Hoellering                      | österreichischer Journalist                                                                                  | 71    |       |
| 11. Januar | Hans Graf von Matuschka               | deutscher Verwaltungsbeamter und Konsul                                                                      | 82    |       |
| 11. Januar | Heinrich Nipper                       | deutscher Metallurg                                                                                          | 66    |       |
| 11. Januar | Romain-Octave Pelletier der Jüngere   | kanadischer Musikproduzent und -kritiker                                                                     | 63    |       |
| 11. Januar | Marcello Pirani                       | deutscher Erfinder                                                                                           | 87    |       |
| 11. Januar | Heinrich Schnee                       | deutscher Historiker                                                                                         | 72    |       |
| 11. Januar | Rezső Seress                          | ungarischer Komponist                                                                                        | 78    |       |
| 12. Januar | Max Hagemann                          | erster Präsident des deutschen Bundeskriminalamtes                                                           | 84    |       |
| 12. Januar | Leopold Lahola                        | slowakischer Schriftsteller, Drehbuchautor und Filmregisseur                                                 | 49    |       |
| 12. Januar | Max Metzner                           | deutscher Wirtschaftswissenschaftler, Kartellsachverständiger und Verbandsfunktionär                         | 79    |       |
| 12. Januar | Mizzi Vogl                            | österreichische Kunsthandwerkerin, Textilkünstlerin und Fachklassenleiterin                                  | 83    |       |
| 13. Januar | Jocelyne Binet                        | kanadische Komponistin                                                                                       | 44    |       |
| 13. Januar | Adolf Bock                            | deutscher Marinemaler                                                                                        | 77    |       |
| 13. Januar | Adalberto Garelli                     | italienischer Ingenieur, Unternehmer und Pionier des Motorradbaus                                            | 81    |       |
| 13. Januar | Otto Stückrath                        | deutscher Lehrer und Volkskundler                                                                            | 82    |       |
| 14. Januar | Fritz Blaschke                        | deutscher Fußballspieler und -trainer                                                                        | 68    |       |
| 14. Januar | Fritz Kahn                            | Arzt und Autor                                                                                               | 79    |       |
| 14. Januar | August Loos                           | deutscher Beamter                                                                                            | 79    |       |
| 14. Januar | Carl Prennel                          | deutscher Politiker (SPD), MdB                                                                               | 66    |       |
| 15. Januar | Diedrich Boedecker                    | deutscher Landwirt und Politiker (FDP), MdL                                                                  | 88    |       |
| 15. Januar | Alberto Denti di Pirajno              | italienischer Schriftsteller und Arzt in Nordafrika                                                          | 81    |       |
| 15. Januar | Leopold Infeld                        | polnischer theoretischer Physiker mit Schwerpunkt Relativitätstheorie                                        | 69    |       |
| 15. Januar | Louis Lefèvre                         | französischer Ordensgeistlicher und römisch-katholischer Erzbischof von Rabat                                | 77    |       |
| 15. Januar | Bill Masterton                        | kanadischer Eishockeyspieler                                                                                 | 29    |       |
| 15. Januar | Oswald Milne                          | britischer Architekt                                                                                         | 86    |       |
| 15. Januar | Hein ter Poorten                      | Generalleutnant der niederländischen Armee                                                                   | 80    |       |
| 15. Januar | Erich Uhmann                          | deutscher Entomologe                                                                                         | 86    |       |
| 15. Januar | Will Völger                           | deutscher evangelischer Theologe und Sozialethiker                                                           | 74    |       |
| 16. Januar | Hans Ganahl                           | österreichischer Politiker (ÖVP), Landtagsabgeordneter zum Vorarlberger Landtag                              | 66    |       |
| 16. Januar | Dora Koch-Stetter                     | deutsche Landschafts- und Porträtmalerin sowie Grafikerin                                                    | 86    |       |
| 16. Januar | Göran Liljestrand                     | schwedischer Pharmakologe                                                                                    | 81    |       |
| 16. Januar | Helen Margaret Muir-Wood              | britische Paläontologin                                                                                      |       |       |
| 16. Januar | Panagiotis Poulitsas                  | griechischer Politiker und Ministerpräsident                                                                 | 86    |       |
| 16. Januar | Otto Wilhelm von Renz                 | deutscher Offizier, zuletzt General der Flakartillerie im Zweiten Weltkrieg                                  | 76    |       |
| 16. Januar | Liselotte Richter                     | deutsche Philosophin und Theologin                                                                           | 61    |       |
| 16. Januar | Walter Schwagenscheidt                | deutscher Architekt und Städteplaner                                                                         | 81    |       |
| 16. Januar | Charles Tiebout                       | US-amerikanischer Ökonom, Entwickler des Tiebout-Modells                                                     | 43    |       |
| 16. Januar | Gerhard Topp                          | dänischer Langstreckenläufer                                                                                 | 74    |       |
| 17. Januar | Francine Del Pierre                   | französische Keramikkünstlerin                                                                               | 50    |       |
| 17. Januar | Julius Deutsch                        | österreichischer Autor, Politiker (SDAP), Abgeordneter zum Nationalrat                                       | 83    |       |
| 17. Januar | Jennie Fletcher                       | britische Schwimmerin                                                                                        | 77    |       |
| 17. Januar | Víctor Merenda                        | französischer Filmregisseur und Schauspieler                                                                 | 44    |       |
| 17. Januar | Billy Moll                            | US-amerikanischer Liedtexter und Songwriter                                                                  | 62    |       |
| 17. Januar | Ernest Moreau de Melen                | belgischer Fußballspieler                                                                                    | 88    |       |
| 17. Januar | Helmut Unkelbach                      | deutscher Mathematiker, Politikwissenschaftler und Hochschullehrer                                           | 57    |       |
| 17. Januar | Adolf Wurmbach                        | deutscher Schriftsteller und Heimatdichter                                                                   | 76    |       |
| 18. Januar | Doris Hertwig-Bünger                  | deutsche Pädagogin und Politikerin (DVP), MdR                                                                | 85    |       |
| 18. Januar | Egon Hilbert                          | österreichischer Theaterintendant                                                                            | 68    |       |
| 18. Januar | John Ridgely                          | US-amerikanischer Schauspieler                                                                               | 58    |       |
| 18. Januar | Bert Wheeler                          | US-amerikanischer Schauspieler und Komiker                                                                   | 72    |       |
| 19. Januar | Heinrich Amsinck                      | deutscher Architekt und Polospieler                                                                          | 75    |       |
| 19. Januar | Alfred Chester Beatty                 | US-amerikanischer Bergbauingenieur und Sammler                                                               | 92    |       |
| 19. Januar | Gaetano Arturo Crocco                 | italienischer Flugpionier und Raumfahrtingenieur                                                             | 90    |       |
| 19. Januar | Glen Dawson                           | US-amerikanischer Hindernisläufer                                                                            | 61    |       |
| 19. Januar | Josef Eisl                            | österreichischer Politiker (ÖVP)                                                                             | 53    |       |
| 19. Januar | Ray Harroun                           | US-amerikanischer Automobilrennfahrer                                                                        | 89    |       |
| 19. Januar | Wladimir Alexandrowitsch Serow        | russischer Maler, Grafiker und Illustrator                                                                   | 57    |       |
| 20. Januar | Gerd Brüdern                          | deutscher Schauspieler und Regisseur                                                                         | 47    |       |
| 20. Januar | Friedrich Bursch                      | deutscher Bildhauer                                                                                          | 83    |       |
| 20. Januar | Whitey Esneault                       | US-amerikanischer Boxtrainer und -manager                                                                    | 76    |       |
| 20. Januar | Edward Tylor Miller                   | US-amerikanischer Politiker                                                                                  | 72    |       |
| 20. Januar | Dennis Vosper, Baron Runcorn          | britischer Politiker (Conservative Party)                                                                    | 52    |       |
| 21. Januar | Georg Dertinger                       | deutscher Politiker (CDU), MdV, Minister der DDR                                                             | 65    |       |
| 21. Januar | Petronella Göring                     | österreichische Pianistin und Komponistin                                                                    | 61    |       |
| 21. Januar | Ferdinand Lion                        | Schweizer Schriftsteller                                                                                     | 84    |       |
| 21. Januar | Walter Schulz                         | deutscher Cellist, Gambist und Hochschullehrer                                                               | 74    |       |
| 22. Januar | Alexander Jerminingeldowitsch Arbusow | russischer Chemiker                                                                                          | 90    |       |
| 22. Januar | Chaval                                | französischer Zeichner und Karikaturist                                                                      | 52    |       |
| 22. Januar | Friedrich Peter Drömmer               | deutscher Maler und Werbegrafiker                                                                            | 79    |       |
| 22. Januar | Egbert Harbert                        | deutscher Geodät                                                                                             | 85    |       |
| 22. Januar | Hans Junius                           | deutscher Unternehmer                                                                                        | 79    |       |
| 22. Januar | Duke Kahanamoku                       | US-amerikanischer Schwimmer, Surfer und Schauspieler                                                         | 77    |       |
| 22. Januar | Heinrich Müller                       | deutscher Architekt, Baubeamter der Postbauschule, Hochschullehrer                                           | 75    |       |
| 22. Januar | Charlotte Naumann                     | deutsche Malerin und Grafikerin                                                                              | 87    |       |
| 22. Januar | René Tremblay                         | kanadischer Politiker und Ökonom                                                                             | 45    |       |
| 22. Januar | Heinrich Vockel                       | deutscher Politiker (Zentrum, CDU), MdR                                                                      | 75    |       |
| 23. Januar | Walton C. Ament                       | US-amerikanischer Filmproduzent und Anwalt                                                                   | 61    |       |
| 23. Januar | Kurt Borries                          | deutscher Historiker und Hochschullehrer                                                                     | 72    |       |
| 23. Januar | Max Henríquez Ureña                   | dominikanischer Schriftsteller, Diplomat und Intellektueller                                                 | 82    |       |
| 23. Januar | Artur Jacobs                          | deutscher Philosoph                                                                                          | 87    |       |
| 23. Januar | Wilhelm Klemm                         | deutscher Verleger und Lyriker                                                                               | 86    |       |
| 23. Januar | Gustav Rheinberger                    | deutscher Schuhfabrikant                                                                                     | 78    |       |
| 23. Januar | Milton A. Romjue                      | US-amerikanischer Politiker                                                                                  | 93    |       |
| 23. Januar | Heinrich Vogt                         | deutscher Astronom                                                                                           | 77    |       |
| 24. Januar | Lotte Geppert                         | deutsche Sozialpädagogin und Leiterin der Mütterschule in München                                            | 84    |       |
| 24. Januar | Hilmar Höckner                        | deutscher Musikwissenschaftler und -pädagoge                                                                 | 76    |       |
| 24. Januar | Percy Mansell Jones                   | britischer Romanist und Literaturwissenschaftler                                                             | 78    |       |
| 24. Januar | Oskar Natter                          | österreichischer Politiker (ÖVP), Landtagsabgeordneter zum Vorarlberger Landtag                              | 69    |       |
| 24. Januar | Friedrich Pfennigbauer                | österreichischer Zisterzienser                                                                               | 58    |       |
| 24. Januar | Marie Charlotte Siedentopf            | deutsche Autorin                                                                                             | 88    |       |
| 25. Januar | Richard Eaton                         | kanadischer Chorleiter, Organist und Komponist                                                               | 54    |       |
| 25. Januar | Victor Gordon-Lennox                  | britischer Journalist                                                                                        | 70    |       |
| 25. Januar | Annemarie Hähnsch                     | deutsche Tischtennisspielerin                                                                                | 64    |       |
| 25. Januar | Hans Jensen Hansen                    | dänischer Physiker und Meteorologe                                                                           | 92    |       |
| 25. Januar | Felix Heuberger                       | österreichischer Maler, Radierer und Ingenieur                                                               | 79    |       |
| 25. Januar | Franz Markau                          | deutscher Maler und Grafiker                                                                                 | 86    |       |
| 25. Januar | Erich Musil                           | österreichischer Schauspieler                                                                                | 61    |       |
| 25. Januar | Yvor Winters                          | US-amerikanischer Dichter und Literaturkritiker                                                              | 67    |       |
| 26. Januar | Nikola Furnadshiew                    | bulgarischer Lyriker                                                                                         | 64    |       |
| 26. Januar | Margarethe Gramberg                   | deutsche Politikerin (FDP), MdL                                                                              | 72    |       |
| 26. Januar | Friedrich Klingner                    | deutscher Klassischer Philologe                                                                              | 73    |       |
| 26. Januar | Martin Körfer                         | deutscher Politiker (SPD), MdL                                                                               | 78    |       |
| 26. Januar | Paul Pascal                           | französischer Chemiker                                                                                       | 87    |       |
| 26. Januar | Cedric Popkin                         | australischer Luftabwehr-MG Schütze                                                                          |       |       |
| 26. Januar | Richard Sprick                        | deutscher Portrait- und Landschaftsmaler                                                                     | 67    |       |
| 26. Januar | Wilhelm Vollrath                      | deutscher evangelischer Theologe und Religionsphilosoph                                                      | 80    |       |
| 27. Januar | Siegfried Erbslöh                     | deutscher Unternehmer                                                                                        | 79    |       |
| 27. Januar | Sándor Gombos                         | Fechten | 72    |       |
| 27. Januar | Max Grothe                            | deutscher Politiker (SPD), MdL                                                                               | 68    |       |
| 27. Januar | Germain Guibert                       | französischer Politiker (SFIO), Mitglied der Nationalversammlung                                             | 70    |       |
| 27. Januar | Bernhard Hamann                       | deutscher Komponist und Violinist                                                                            | 58    |       |
| 27. Januar | Maxwell Knight                        | britischer Geheimdienstmitarbeiter und Autor von Naturbüchern                                                | 67    |       |
| 27. Januar | Susi Peter                            | österreichische Schauspielerin                                                                               | 44    |       |
| 27. Januar | Hermanis Saltups                      | lettischer Fußballnationalspieler und Torwart                                                                | 66    |       |
| 27. Januar | Otto Weinkamm                         | deutscher Jurist und Politiker (BVP, CSU), MdL, MdB, MdEP                                                    | 65    |       |
| 27. Januar | Alexander Wilkens                     | deutscher Astronom                                                                                           | 86    |       |
| 28. Januar | Werner Emmerich                       | deutscher Historiker                                                                                         | 59    |       |
| 28. Januar | Adolf Fleischmann                     | deutscher Maler                                                                                              | 75    |       |
| 28. Januar | Albert Edward Harbot                  | englischer Badmintonspieler                                                                                  | 71    |       |
| 28. Januar | Friedrich Jungheinrich                | deutscher Unternehmer                                                                                        | 68    |       |
| 28. Januar | Kurt Opitz                            | deutscher Maler und Gebrauchsgrafiker                                                                        | 80    |       |
| 28. Januar | Otto Reislant                         | deutscher Fußballspieler                                                                                     | 84    |       |
| 28. Januar | Lore Schill                           | deutsche Malerin                                                                                             | 77    |       |
| 28. Januar | Georg Trzeciak                        | deutscher Politiker (NSDAP), MdR, MdL                                                                        | 81    |       |
| 29. Januar | Hermann Asmus                         | deutscher Filmarchitekt                                                                                      | 80    |       |
| 29. Januar | George Anthony Dondero                | US-amerikanischer Politiker                                                                                  | 84    |       |
| 29. Januar | Tsuguharu Foujita                     | japanisch-französischer Maler und Grafiker                                                                   | 81    |       |
| 29. Januar | Paolo Gennari                         | italienischer Ruderer                                                                                        | 59    |       |
| 29. Januar | Minni Herzing                         | deutsche Blumenmalerin                                                                                       | 84    |       |
| 29. Januar | Don D. Jackson                        | US-amerikanischer Psychotherapeut                                                                            | 48    |       |
| 29. Januar | Elva R. Kendall                       | US-amerikanischer Politiker                                                                                  | 74    |       |
| 29. Januar | Eugen Meister                         | Schweizer Maler                                                                                              | 81    |       |
| 29. Januar | Hermann Niebuhr                       | deutscher Basketballpionier                                                                                  | 63    |       |
| 29. Januar | Max Sparer                            | italienischer Künstler (Südtirol)                                                                            | 81    |       |
| 29. Januar | Ignatius Gabriel I. Tappouni          | irakischer Kardinal der römisch-katholischen Kirche, Prälat der Syrisch-Katholischen Kirche                  | 88    |       |
| 30. Januar | Wilhelm Busch                         | deutscher Politiker (NSDAP), MdR                                                                             | 75    |       |
| 30. Januar | Gottlob Dill                          | deutscher Jurist, württembergischer Ministerialbeamter und SS-Oberführer                                     | 82    |       |
| 30. Januar | Hugo Murero                           | deutscher Basketballtrainer und Sportjournalist                                                              | 61    |       |
| 30. Januar | Kurt Jannott                          | deutscher Versicherungsmanager                                                                               | 80    |       |
| 30. Januar | Paul Kalinowski                       | deutscher Politiker (Zentrum, CDU), MdL                                                                      | 74    |       |
| 30. Januar | Alfred Poell                          | österreichischer Opernsänger (Bariton)                                                                       | 67    |       |
| 31. Januar | Theo Blum                             | deutscher Landschaftsmaler und Radierer                                                                      | 85    |       |
| 31. Januar | Wilhelm Bräck                         | deutscher Architekt                                                                                          | 92    |       |
| 31. Januar | Francis Edward Hyland                 | US-amerikanischer Geistlicher, Bischof von Atlanta                                                           | 66    |       |
| 31. Januar | Earle Hesse Kennard                   | US-amerikanischer Physiker                                                                                   | 82    |       |
| 31. Januar | Bruno Moll                            | deutscher Finanzwissenschaftler                                                                              | 82    |       |
| 31. Januar | Wolfgang Stichel                      | deutscher Zoologe und Entomologe                                                                             | 69    |       |
| Januar     | Udo Hoesch                            | deutscher Papierfabrikant                                                                                    | 75    |       |
| Januar     | Fred Taylor                           | US-amerikanischer Radrennfahrer                                                                              | 67    |       |
| Januar     | Maximilian Vitus                      | bayerischer Schauspieler und Autor                                                                           | 70    |       |

## Februar
| Tag         | Name                          | Beruf, bekannt als                                                                           | Alter | Beleg |
| ----------- | ----------------------------- | -------------------------------------------------------------------------------------------- | ----- | ----- |
| 1. Februar  | Gerard Pieter Adolfs          | Maler, Architekt, Autodidakt, Niederländisch Indien, Java, Bali, Surabaya                    | 70    |       |
| 1. Februar  | René Alain                    | kanadischer Akkordeonist                                                                     | 46    |       |
| 1. Februar  | Hans Friedrich von Ehrenkrook | deutscher Genealoge und Adelsrechtler                                                        | 79    |       |
| 1. Februar  | Heinrich Hopmann              | deutscher Kommunalpolitiker (Zentrum, CDU)                                                   | 71    |       |
| 1. Februar  | Karl Kraut                    | deutscher Verwaltungsbeamter und Politiker (BCSV, CDU)                                       | 78    |       |
| 1. Februar  | Robert Müller                 | österreichisch-deutscher Schauspieler                                                        | 88    |       |
| 1. Februar  | Nguyễn Văn Lém                | Mitglied der Vietcong                                                                        |       |       |
| 2. Februar  | Heinrich Ambrosius            | deutscher Politiker (DDP, FDP CDU), MdL                                                      | 88    |       |
| 2. Februar  | Jenks Carman                  | US-amerikanischer Country-Musiker und Gitarrist                                              | 64    |       |
| 2. Februar  | Hans Ficker                   | deutscher Jurist                                                                             | 70    |       |
| 2. Februar  | Heinrich Jenewein             | deutscher Unternehmer und Verbandsfunktionär                                                 | 80    |       |
| 2. Februar  | Tullio Serafin                | italienischer Dirigent                                                                       | 89    |       |
| 2. Februar  | Andreas Wintschnig            | österreichischer Landwirt, Kaufmann und Politiker                                            | 68    |       |
| 3. Februar  | Carl Krauch                   | deutscher Chemiker, Großindustrieller, NS-Funktionär, verurteilter Kriegsverbrecher          | 80    |       |
| 4. Februar  | Josef Augusta                 | tschechoslowakischer Paläontologe                                                            | 64    |       |
| 4. Februar  | Neal Cassady                  | US-amerikanischer Beatnik                                                                    | 41    |       |
| 4. Februar  | Heinrich Gins                 | deutscher Bakteriologe                                                                       | 84    |       |
| 4. Februar  | Edmund Götz                   | deutscher Maler und Grafiker                                                                 | 76    |       |
| 4. Februar  | René Poyen                    | französischer Schauspieler                                                                   | 59    |       |
| 4. Februar  | Grace Schneiders-Howard       | surinamische Sozialaktivistin und Politikerin                                                | 98    |       |
| 4. Februar  | Albert William Van Buren      | US-amerikanischer Klassischer Archäologe                                                     | 89    |       |
| 5. Februar  | Werner Heukelbach             | deutscher Evangelist                                                                         | 69    |       |
| 5. Februar  | Leopold Magon                 | deutscher Germanist, Skandinavist und Theaterwissenschaftler                                 | 80    |       |
| 5. Februar  | Paul Richaud                  | französischer Kardinal der katholischen Kirche                                               | 80    |       |
| 5. Februar  | Luckey Roberts                | US-amerikanischer Jazz-, Ragtime- und Blues-Pianist, Komponist                               | 80    |       |
| 5. Februar  | Max Silbermann                | deutscher Politiker (KPD), MdL Sachsen                                                       | 72    |       |
| 5. Februar  | Georg Werner                  | deutscher Bergmann, Gewerkschaftsfunktionär und Schriftsteller                               | 90    |       |
| 5. Februar  | Klaus Uebe                    | deutscher Generalmajor der Luftwaffe im Zweiten Weltkrieg                                    | 67    |       |
| 6. Februar  | Theodor Wende                 | deutscher Gold- und Silberschmied                                                            | 84    |       |
| 7. Februar  | Nick Adams                    | US-amerikanischer Schauspieler                                                               | 36    |       |
| 7. Februar  | Herbert Evers                 | deutscher Jurist, Politiker (NSDAP) sowie Landrat des Kreises Olpe (1935–1945)               | 65    |       |
| 7. Februar  | Stuart Foster                 | US-amerikanischer Crooner                                                                    | 49    |       |
| 7. Februar  | Ivy Kellerman Reed            | US-amerikanische Esperantistin                                                               | 90    |       |
| 7. Februar  | Eugene Daniel O’Sullivan      | US-amerikanischer Politiker                                                                  | 84    |       |
| 7. Februar  | Iwan Alexandrowitsch Pyrjew   | sowjetischer Filmregisseur                                                                   | 66    |       |
| 7. Februar  | Wilhelm Wickertsheimer        | deutscher Landschaftsmaler                                                                   | 81    |       |
| 8. Februar  | Wilhelm Heinzelmann           | deutscher Politiker (DG, DP), MdL                                                            | 75    |       |
| 8. Februar  | Robert Herrlinger             | deutscher Anatom und Medizinhistoriker                                                       | 53    |       |
| 8. Februar  | Louise McIlroy                | schottische Ärztin und Autorin                                                               | 93    |       |
| 8. Februar  | René Navarre                  | französischer Schauspieler                                                                   | 90    |       |
| 08. Februar | Hubert Ramsey                 | britischer Lacrossespieler                                                                   | 93    |       |
| 8. Februar  | Erich Scheibner               | deutscher Politiker (NSDAP), MdR                                                             | 79    |       |
| 8. Februar  | Maximilian Schick             | deutscher Literaturwissenschaftler und Übersetzer                                            | 83    |       |
| 8. Februar  | Jelisaweta Time               | russische bzw. sowjetische Theaterschauspielerin und Hochschullehrerin                       | 83    |       |
| 9. Februar  | Barbara Everest               | britische Theater- und Filmschauspielerin                                                    | 77    |       |
| 9. Februar  | Jacob Hüfner                  | deutscher Uhrmacher                                                                          |       |       |
| 9. Februar  | Jonas Lesser                  | österreichisch-britischer Lektor, Essayist und Übersetzer                                    | 72    |       |
| 9. Februar  | Edward Moore                  | US-amerikanischer Ruderer und Militär                                                        | 70    |       |
| 9. Februar  | Carl Schellenberg             | deutscher Kunsthistoriker, Volkskundler und Museologe                                        | 69    |       |
| 10. Februar | Johann Baptist Gudenus        | österreichischer Bobsportler und Leichtathlet, SA-Obersturmführer                            | 59    |       |
| 10. Februar | Karl Jax                      | österreichischer Klassischer Philologe                                                       | 82    |       |
| 10. Februar | Otto Lindenberg               | deutscher Politiker (KPD)                                                                    | 73    |       |
| 10. Februar | Friedrich Merkenschlager      | deutscher Agrikulturbotaniker, Phytomediziner, Heimatforscher und Dichter                    | 75    |       |
| 10. Februar | Hans Puls                     | deutscher Politiker                                                                          | 67    |       |
| 10. Februar | Ernst Schulte Strathaus       | deutscher Literaturwissenschaftler und Antiquar                                              | 86    |       |
| 10. Februar | Thomas E. Watson              | US-amerikanischer Generalleutnant des United States Marine Corps                             | 76    |       |
| 11. Februar | Alfons Colle                  | belgischer Gewerkschaftsfunktionär                                                           | 85    |       |
| 11. Februar | Muriel Lester                 | englisch-britische Sozialreformerin                                                          | 84    |       |
| 11. Februar | Edmund Lindmark               | schwedischer Turner und Wasserspringer                                                       | 73    |       |
| 11. Februar | Howard Lindsay                | US-amerikanischer Dramatiker, Drehbuchautor, Schauspieler, Regisseur und Produzent           | 78    |       |
| 11. Februar | Pitirim Sorokin               | russisch-US-amerikanischer Soziologe                                                         | 79    |       |
| 11. Februar | Jakob Steinhardt              | deutsch-israelischer expressionistischer Maler und Grafiker                                  | 80    |       |
| 12. Februar | Walter Bischof                | deutscher Glaskünstler                                                                       | 48    |       |
| 12. Februar | Maria Caspar-Filser           | deutsche Malerin                                                                             | 89    |       |
| 12. Februar | James Albert Duffy            | US-amerikanischer Geistlicher, Bischof von Grand Island                                      | 94    |       |
| 12. Februar | Tomás da Fonseca              | portugiesischer Politiker und Schriftsteller                                                 | 90    |       |
| 12. Februar | Fritz Hayn                    | deutscher Organist und Chorleiter                                                            | 82    |       |
| 12. Februar | Arnošt Heidrich               | tschechoslowakischer Diplomat und Außenpolitiker                                             | 78    |       |
| 12. Februar | Heinz Henseler                | deutscher Agrarwissenschaftler und Tierzüchter                                               | 82    |       |
| 12. Februar | Mae Marsh                     | US-amerikanische Filmschauspielerin                                                          | 72    |       |
| 12. Februar | Willi Minauf                  | deutscher Schauspieler                                                                       | 78    |       |
| 12. Februar | Miguel Murillo                | bolivianischer Fußballspieler                                                                | 69    |       |
| 13. Februar | Gertrude Hoffman              | Schauspielerin deutscher Abstammung                                                          | 96    |       |
| 13. Februar | Ildebrando Pizzetti           | italienischer Komponist                                                                      | 87    |       |
| 13. Februar | Wilhelm Uebler                | deutscher Kugelstoßer                                                                        | 68    |       |
| 13. Februar | Walter Zimmermann             | deutscher Pädagoge und Bremerhavener Schulrat                                                | 75    |       |
| 14. Februar | Richard Hueck                 | deutscher Politiker (CDU), Oberbürgermeister von Lüdenscheid                                 | 74    |       |
| 14. Februar | Lenrie Peters Senior          | gambischer Verleger                                                                          |       |       |
| 14. Februar | Pierre Veuillot               | französischer Geistlicher, Erzbischof von Paris und Kardinal der römisch-katholischen Kirche | 55    |       |
| 15. Februar | Jenny Beeck                   | deutsche Politikerin                                                                         | 82    |       |
| 15. Februar | Bianca Commichau-Lippisch     | deutsche Malerin                                                                             | 77    |       |
| 15. Februar | Willi A. Herrmann             | deutscher Filmarchitekt                                                                      | 75    |       |
| 15. Februar | Renatus Hupfeld               | deutscher evangelischer Theologe                                                             | 88    |       |
| 15. Februar | Sid Kimpton                   | englischer Fußballspieler und -trainer                                                       | 80    |       |
| 15. Februar | Little Walter                 | US-amerikanischer Bluesmusiker                                                               | 37    |       |
| 16. Februar | Hinrich Braasch               | niederdeutscher Schriftsteller                                                               | 89    |       |
| 16. Februar | Paul Graetz                   | deutscher Offizier                                                                           | 92    |       |
| 16. Februar | Emma Gündel                   | deutsche Kinderbuchautorin                                                                   | 78    |       |
| 16. Februar | Sakari Ilmanen                | finnischer Eiskunstläufer                                                                    | 87    |       |
| 16. Februar | Franz Xaver Link              | deutscher Politiker (FDP/DVP)                                                                | 78    |       |
| 16. Februar | Jewhen Malanjuk               | ukrainischer Dichter, Essayist, Literatur- und Kunstkritiker                                 | 71    |       |
| 16. Februar | Donald W. Nicholson           | US-amerikanischer Politiker                                                                  | 79    |       |
| 16. Februar | Jaime Sabartés                | spanischer Bildhauer, Dichter und Schriftsteller                                             | 86    |       |
| 16. Februar | Elza Temáry                   | deutsch-US-amerikanische Schauspielerin                                                      | 63    |       |
| 16. Februar | Healey Willan                 | kanadischer Komponist, Organist, Chorleiter und Musikpädagoge                                | 87    |       |
| 17. Februar | Arnoud van der Biesen         | niederländischer Segler                                                                      | 68    |       |
| 17. Februar | Leo Cella                     | italienischer Motorrad-, Rallye- und Automobilrennfahrer                                     | 29    |       |
| 17. Februar | Louis Dollé                   | französischer Automobilrennfahrer                                                            | 76    |       |
| 17. Februar | Ernest Charles Drury          | kanadischer Politiker und 8. Premierminister von Ontario                                     | 90    |       |
| 17. Februar | Alexander Gray                | schottischer Ökonom, Dichter und Übersetzer                                                  | 86    |       |
| 17. Februar | Hans Philipp                  | deutscher Geografiehistoriker                                                                | 83    |       |
| 17. Februar | Léon Savary                   | Schweizer Schriftsteller und Journalist                                                      | 72    |       |
| 17. Februar | Marquard Schwarz              | US-amerikanischer Schwimmer                                                                  | 80    |       |
| 17. Februar | César Maria de Serpa Rosa     | portugiesischer Gouverneur von Portugiesisch-Timor                                           | 68    |       |
| 17. Februar | Hertha Sponer                 | deutsche Physikerin                                                                          | 72    |       |
| 17. Februar | Donald Wolfit                 | britischer Schauspieler                                                                      | 65    |       |
| 18. Februar | August Ackermann              | Schweizer katholischer Pfarrer und Publizist                                                 | 84    |       |
| 18. Februar | Sigurd Erixon                 | schwedischer Volkskundler und Kulturhistoriker                                               | 79    |       |
| 18. Februar | Juan de Landa                 | spanischer Schauspieler                                                                      | 74    |       |
| 18. Februar | Hamilton Luske                | US-amerikanischer Animator und Filmregisseur                                                 | 64    |       |
| 18. Februar | Friedrich Tilegant            | deutscher Dirigent und Violinist                                                             | 57    |       |
| 18. Februar | Elke Weckeiser                | deutsches Todesopfer der Berliner Mauer                                                      | 22    |       |
| 19. Februar | Eugen Angelescu               | rumänischer Chemiker (Organische Chemie, Kolloidchemie, Physikalische Chemie)                | 72    |       |
| 19. Februar | Walter Burkhard               | Tiefbauingenieur der Stadt Zürich                                                            | 69    |       |
| 19. Februar | Georg Hackenschmidt           | Ringer                                                                                       | 89    |       |
| 19. Februar | Jean Ramadier                 | französischer Kolonialbeamter                                                                | 54    |       |
| 19. Februar | Adriana Valkenburg            | niederländische Prostituierte und Kollaborateurin                                            | 73    |       |
| 20. Februar | Anthony Asquith               | britischer Filmregisseur                                                                     | 65    |       |
| 20. Februar | Kurt Babel                    | sudetendeutscher politischer Funktionär (KSC)                                                | 70    |       |
| 20. Februar | Willy Furchner                | deutscher Politiker (SPD), Mitglied der Stadtverordnetenversammlung von Groß-Berlin          | 75    |       |
| 20. Februar | Cuno Horkenbach               | deutscher Verleger                                                                           | 84    |       |
| 20. Februar | Arthur George Klein           | US-amerikanischer Jurist und Politiker                                                       | 63    |       |
| 20. Februar | Heinrich Plaza                | deutscher KZ-Arzt und SS-Hauptsturmführer                                                    | 55    |       |
| 20. Februar | Rochus Spiecker               | deutscher Ordensgeistlicher, Publizist und Theologe                                          | 46    |       |
| 21. Februar | Kurt Beindorff                | deutscher Ingenieur, Unternehmer, Fabrikant und Wirtschaftsführer                            | 73    |       |
| 21. Februar | Howard Walter Florey          | australischer Pathologe                                                                      | 69    |       |
| 21. Februar | Robert Jaffé                  | deutscher Ingenieur, Landwirt und Politiker (DP), MdB                                        | 74    |       |
| 21. Februar | Rut Keiser                    | Schweizer Historikerin, Lehrerin und Frauenrechtlerin                                        | 70    |       |
| 21. Februar | Erich Keyser                  | deutscher Historiker                                                                         | 74    |       |
| 21. Februar | Gunnar Lauring                | dänischer Schauspieler                                                                       | 62    |       |
| 21. Februar | Maurice Rostand               | französischer Schriftsteller (Romane, Dramen, Lyrik)                                         | 76    |       |
| 21. Februar | Friedrich Wilhelm Starck      | deutscher Polizeipräsident und SS-Brigadeführer                                              | 76    |       |
| 21. Februar | Toni Winkelnkemper            | deutscher Politiker (NSDAP), MdR, MdL                                                        | 62    |       |
| 22. Februar | Frank E. Adcock               | britischer Althistoriker                                                                     | 81    |       |
| 22. Februar | Peter Arno                    | US-amerikanischer Cartoonist                                                                 | 64    |       |
| 22. Februar | Stefan Engel                  | britischer Kinderarzt deutsch-jüdischer Herkunft                                             | 89    |       |
| 22. Februar | Scott W. Lucas                | US-amerikanischer Politiker (Demokratische Partei)                                           | 76    |       |
| 22. Februar | Verner Weckman                | finnischer Ringer                                                                            | 85    |       |
| 22. Februar | Carl Weisgerber               | deutscher Landschafts- und Tiermaler                                                         | 76    |       |
| 23. Februar | John W. Behnken               | US-amerikanischer evangelischer Geistlicher                                                  | 83    |       |
| 23. Februar | Emil Hirschfeld               | deutscher Leichtathlet                                                                       | 64    |       |
| 23. Februar | Fannie Hurst                  | US-amerikanische Schriftstellerin                                                            | 78    |       |
| 23. Februar | Gustav Lüttge                 | deutscher Garten- und Landschaftsgestalter                                                   | 58    |       |
| 23. Februar | Mário de Miranda Vilas-Boas   | brasilianischer Geistlicher, Erzbischof von Paraíba                                          | 64    |       |
| 23. Februar | Wilhelm Neander               | deutsch-baltischer Theologe und Kirchenhistoriker                                            | 76    |       |
| 23. Februar | William Phillips              | US-amerikanischer Diplomat                                                                   | 89    |       |
| 23. Februar | Robert Thelen                 | deutscher Ingenieur, Pilot und Luftfahrtpionier                                              | 83    |       |
| 24. Februar | Karl Schwend                  | deutscher Beamter und Politiker (BVP/CSU)                                                    | 77    |       |
| 24. Februar | Gustav Adolf Semler           | deutscher Schauspieler                                                                       | 82    |       |
| 24. Februar | Erich Zimmermann              | deutscher Opernsänger                                                                        | 75    |       |
| 25. Februar | Gotthold Donndorf             | deutscher evangelischer Pfarrer und Vorsteher des Rauhen Hauses in Hamburg                   | 80    |       |
| 25. Februar | Joachim Entzian               | deutscher Bankier und Wirtschaftsfunktionär                                                  | 76    |       |
| 25. Februar | Camille Huysmans              | belgischer Politiker und Premierminister                                                     | 96    |       |
| 25. Februar | George Marion junior          | US-amerikanischer Drehbuchautor, Zwischentitelschreiber und Liedtexter                       | 68    |       |
| 25. Februar | Anton H. Westergård           | schwedischer Paläontologe                                                                    | 87    |       |
| 26. Februar | Carl Friedrich Wilhelm Behl   | deutscher Schriftsteller, Publizist und Jurist                                               | 78    |       |
| 26. Februar | Leopold Brandstätter          | österreichischer Esoteriker und Gründer der Weltanschauungsgemeinschaft Welt-Spirale         | 53    |       |
| 26. Februar | Theodor Eschenburg            | deutscher Marineoffizier, zuletzt Konteradmiral                                              | 91    |       |
| 26. Februar | Friedrich Wilhelm Heinz       | deutscher Journalist, Nachrichtendienstoffizier und Schriftsteller                           | 68    |       |
| 26. Februar | Martin Hutze                  | deutscher Politiker (parteilos)                                                              | 73    |       |
| 26. Februar | Alfred Lange                  | deutscher Metallurge                                                                         | 62    |       |
| 26. Februar | Friedrich Sass                | deutscher Maschinenbauer und Hochschullehrer                                                 | 85    |       |
| 26. Februar | Earl St. John                 | US-amerikanischer Produzent                                                                  | 75    |       |
| 26. Februar | Franz Georg Strafella         | österreichischer Unternehmer, Politiker und Direktor der Bundesbahnen                        | 76    |       |
| 27. Februar | Heinrich Detjen               | deutscher Politiker                                                                          | 69    |       |
| 27. Februar | Friedhelm Döhler              | deutscher Hornist und Hochschullehrer                                                        | 59    |       |
| 27. Februar | Zofia Dzierżyńska             | polnische sozialdemokratische, später kommunistische Politikerin (SDKPiL)                    | 85    |       |
| 27. Februar | Peter Granninger              | deutscher Kleinkrimineller                                                                   | 59    |       |
| 27. Februar | Julius Höllerer               | deutscher Politiker                                                                          | 64    |       |
| 27. Februar | Erwin Müller                  | saarländischer Politiker (Zentrum, CVP, SVP, CDU), MdL, MdEP, NOK-Vorsitzender               | 61    |       |
| 27. Februar | Ludvík Podéšt                 | tschechischer Komponist                                                                      | 46    |       |
| 27. Februar | Hans Stamm                    | Rektor der Hochschule für Elektrotechnik Ilmenau                                             | 59    |       |
| 27. Februar | Johannes Tralow               | deutscher Romanautor, Erzähler, Dramatiker und Publizist                                     | 85    |       |
| 28. Februar | Alan Barlow                   | britischer Staatsbeamter und Kunstsammler                                                    | 86    |       |
| 28. Februar | Harry Allison Estep           | US-amerikanischer Politiker                                                                  | 84    |       |
| 28. Februar | Bruno Hinz                    | deutscher Offizier der Waffen-SS während des Zweiten Weltkrieges                             | 52    |       |
| 28. Februar | Hans Lohmeyer                 | deutscher Verwaltungsjurist und Oberbürgermeister                                            | 86    |       |
| 28. Februar | Frankie Lymon                 | US-amerikanischer Rock'n'Roll- und Doowopsänger                                              | 25    |       |
| 28. Februar | Horst Schade                  | deutscher Fußballspieler                                                                     | 45    |       |
| 28. Februar | Laurence Stallings            | US-amerikanischer Schriftsteller, Drehbuchautor, Journalist und Fotograf                     | 73    |       |
| 28. Februar | Julius Wätjen                 | deutscher Pathologe                                                                          | 84    |       |
| 28. Februar | Adna Ferrin Weber             | US-amerikanischer Statistiker und Ökonom                                                     | 97    |       |
| 28. Februar | Otto Werra                    | Landrat des Kreises Meschede (1927–1933)                                                     | 80    |       |
| 29. Februar | Hugo Benioff                  | US-amerikanischer Seismologe                                                                 | 78    |       |
| 29. Februar | Anny Hannewald                | deutsche Theaterschauspielerin                                                               | 86    |       |
| 29. Februar | Werner Lüdi                   | Schweizer Botaniker und Hochschullehrer                                                      | 79    |       |
| 29. Februar | Robert Poeverlein             | deutscher Architekt und Baubeamter                                                           | 84    |       |
| Februar     | Camilla Dalberg               | deutschamerikanische Theater- und Stummfilmschauspielerin sowie Drehbuchautorin              | 97    |       |
| Februar     | Hans Gerber                   | deutscher Architekt und Baubeamter                                                           | 64    |       |
| Februar     | Tivadar Soros                 | ungarischer Rechtsanwalt und Esperantoschriftsteller                                         | 74    |       |
| Februar     | Wade Whaley                   | US-amerikanischer Jazzmusiker (Klarinette)                                                   |       |       |

## März
| Tag      | Name                                       | Beruf, bekannt als                                                                                              | Alter | Beleg |
| -------- | ------------------------------------------ | --- | ----- | ----- |
| 1. März  | Erich Haack                                | deutscher Chemiker                                                                                              | 63    |       |
| 1. März  | Maurice Verdonck                           | belgischer Ruderer                                                                                              | 88    |       |
| 1. März  | Georg von der Vring                        | deutscher Schriftsteller und Maler                                                                              | 78    |       |
| 2. März  | Ludwig Körner                              | deutscher Schauspieler, Regisseur und Gewerkschaftsfunktionär                                                   | 77    |       |
| 2. März  | Veit Krauß                                 | deutscher Maler und Grafiker in der Lausitz                                                                     | 74    |       |
| 2. März  | Hans Neuffer                               | deutscher Arzt, Publizist und Präsident der Bundesärztekammer                                                   | 76    |       |
| 2. März  | Rita Öhquist                               | deutsche Übersetzerin                                                                                           | 83    |       |
| 3. März  | John Ehrenteit                             | deutscher Politiker (SPD), MdHB und Hamburger Senator                                                           | 82    |       |
| 3. März  | Franz Gondolf                              | deutscher Politiker (KPD), MdL                                                                                  | 58    |       |
| 3. März  | Walther Jesinghaus                         | deutscher Turner                                                                                                | 80    |       |
| 3. März  | Johann Ober                                | österreichischer Politiker (Landbund, ÖVP), Landtagsabgeordneter, Mitglied des Bundesrates                      | 80    |       |
| 3. März  | Hennecke von Plessen                       | deutscher Rittmeister, Großgrundbesitzer und Gauwirtschaftsberater                                              | 73    |       |
| 3. März  | Edgar Refardt                              | Schweizer Musikwissenschaftler                                                                                  | 90    |       |
| 3. März  | Bruno Schröder                             | deutscher Politiker (FDP), MdL                                                                                  | 73    |       |
| 3. März  | Tracy Strong                               | US-amerikanischer evangelischer Geistlicher                                                                     | 80    |       |
| 3. März  | Wilhelm Teuber-Weckersdorf                 | österreichischer Offizier und Pfadfinder                                                                        | 88    |       |
| 4. März  | Georg Baumann                              | deutscher Unternehmer und Politiker (FDP), MdL                                                                  | 89    |       |
| 4. März  | Alexandre Cellier                          | französischer Komponist und Organist                                                                            | 84    |       |
| 4. März  | Isaac J. MacCollum                         | US-amerikanischer Politiker                                                                                     | 78    |       |
| 4. März  | Todd Matshikiza                            | südafrikanischer Komponist und Journalist                                                                       | 46    |       |
| 4. März  | Carlo Montuori                             | italienischer Kameramann                                                                                        | 82    |       |
| 4. März  | Ellen Price                                | dänische Primaballerina und Schauspielerin                                                                      | 89    |       |
| 4. März  | Hermann Specht                             | deutscher Jurist und Politiker                                                                                  | 75    |       |
| 5. März  | Monk Hazel                                 | US-amerikanischer Jazzschlagzeuger                                                                              | 64    |       |
| 5. März  | Joseph Malouf                              | libanesischer Erzbischof                                                                                        | 74    |       |
| 5. März  | Ferdinand Metzenauer                       | deutscher Schachkomponist                                                                                       | 59    |       |
| 5. März  | Syd Nathan                                 | US-amerikanischer R&B-Produzent                                                                                 | 63    |       |
| 5. März  | Willi Neddenriep                           | deutscher Landwirt und Politiker (CNBL), MdR                                                                    | 85    |       |
| 5. März  | Richard Paulet, 17. Marquess of Winchester | britischer Peer                                                                                                 | 62    |       |
| 5. März  | Oscar Zügel                                | deutscher Maler                                                                                                 | 75    |       |
| 6. März  | Martin Bollert                             | deutscher Bibliothekar und Einbandforscher                                                                      | 91    |       |
| 6. März  | Theo Effenberger                           | deutscher Architekt und Hochschullehrer                                                                         | 85    |       |
| 06. März | Frans Hin                                  | niederländischer Segler                                                                                         | 62    |       |
| 6. März  | Josef Fritz Kastner                        | österreichischer Lehrer und Prähistoriker                                                                       | 80    |       |
| 6. März  | Iša Krejčí                                 | tschechischer Komponist und Dirigent                                                                            | 63    |       |
| 6. März  | Edoardo Lamberti                           | italienischer Kameramann beim heimischen, deutschen und portugiesischen Film                                    | 72    |       |
| 6. März  | Joseph William Martin                      | US-amerikanischer Politiker                                                                                     | 83    |       |
| 6. März  | Léon Mathot                                | belgisch-französischer Filmschauspieler und Filmregisseur                                                       | 83    |       |
| 6. März  | Heinrich Refardt                           | deutscher Kommunaljurist und preußischer Regierungspräsident in Aurich (bis 1936) und in Frankfurt (Oder) (1... | 76    |       |
| 7. März  | Abe Bernstein                              | US-amerikanischer Mobster                                                                                       |       |       |
| 7. März  | Gladys Egbert                              | kanadische Pianistin und Musikpädagogin                                                                         | 71    |       |
| 7. März  | Gustav Janouch                             | tschechischer Autor                                                                                             | 65    |       |
| 7. März  | Werner Lieven                              | deutscher Schauspieler, Hörspiel- und Synchronsprecher                                                          | 58    |       |
| 7. März  | Karl Petrus Möhler                         | Prämonstratenser und im Jahr 1944 Abt des Stiftes Tepl in Westböhmen                                            | 70    |       |
| 7. März  | Marija Natanowna Smit-Falkner              | russisch-sowjetische Ökonomin, Statistikerin und Hochschullehrerin                                              | 90    |       |
| 8. März  | Jerzy Braun                                | polnischer Ruderer                                                                                              | 56    |       |
| 8. März  | Henrietta Drake-Brockman                   | australische Journalistin und Romanautorin, Dramatikerin                                                        | 66    |       |
| 8. März  | Martin Göhring                             | deutscher Historiker                                                                                            | 64    |       |
| 8. März  | Margarita Nelken                           | spanische Feministin und Autorin                                                                                | 73    |       |
| 8. März  | Wilhelm Schäfer                            | deutscher Pädagoge                                                                                              | 86    |       |
| 8. März  | Lina Stern                                 | lettische Physiologin und Biologin                                                                              | 89    |       |
| 9. März  | Jack Ernst                                 | US-amerikanischer American-Football- und Baseball-Spieler                                                       | 78    |       |
| 9. März  | Åke Häger                                  | schwedischer Turner                                                                                             | 70    |       |
| 9. März  | Franz Knauschner                           | deutscher Politiker (SPD), MdL                                                                                  | 69    |       |
| 9. März  | Charlotte Sarcander                        | deutsche Journalistin, Schriftstellerin und Lehrerin                                                            | 54    |       |
| 9. März  | Hans Schumann                              | deutscher Motorradrennfahrer                                                                                    | 63    |       |
| 9. März  | Hans-Jürgen Stumpff                        | Generaloberst der Luftwaffe im Dritten Reich                                                                    | 78    |       |
| 10. März | Georges Fleury                             | französischer Radrennfahrer                                                                                     | 90    |       |
| 10. März | Robert Laycock                             | britischer Offizier                                                                                             | 60    |       |
| 10. März | Herbert Mende                              | deutsches Todesopfer der Berliner Mauer                                                                         | 29    |       |
| 10. März | Heinrich Moshage                           | deutscher Bildhauer, Holzschnitzer, Zeichner und Medailleur                                                     | 71    |       |
| 10. März | Donogh O’Malley                            | irischer Politiker (Fianna Fáil)                                                                                | 47    |       |
| 10. März | Blind Joe Reynolds                         | US-amerikanischer Blues-Gitarrist, Sänger und Songschreiber                                                     |       |       |
| 11. März | Sepp Allgeier                              | deutscher Kameramann und Fotograf                                                                               | 73    |       |
| 11. März | Bernhard Bleeker                           | deutscher Bildhauer                                                                                             | 86    |       |
| 11. März | Peter Calmés                               | deutscher Landschaftsmaler, Porträtmaler, Zeichner und Plakatmaler                                              | 67    |       |
| 11. März | Klaus Clausmeyer                           | deutscher Maler und Sammler                                                                                     | 81    |       |
| 11. März | Alfons Hitter                              | deutscher Offizier, zuletzt Generalleutnant im Zweiten Weltkrieg                                                | 75    |       |
| 11. März | Bruno Kiesewetter                          | deutscher Wirtschaftswissenschaftler                                                                            | 75    |       |
| 11. März | Rudolph Ernest Langer                      | US-amerikanischer Mathematiker                                                                                  | 74    |       |
| 11. März | Kurt Wein                                  | deutscher Pädagoge und Botaniker                                                                                | 85    |       |
| 12. März | Hans Fähnle                                | deutscher Maler und Grafiker                                                                                    | 64    |       |
| 12. März | Lucie Jacobi                               | deutsche Lehrerin                                                                                               | 82    |       |
| 12. März | Josef Matt                                 | deutscher Landwirt und Politiker (SPD), MdL                                                                     | 67    |       |
| 13. März | Margret Heinemann                          | deutsche Klassische Archäologin                                                                                 | 84    |       |
| 13. März | Lilli Lohrer                               | deutsche Schauspielerin, Musikerin, Kabarettistin                                                               | 73    |       |
| 13. März | Josef Wittmann                             | deutscher Kirchenmaler                                                                                          | 87    |       |
| 14. März | Paul Bispinck                              | deutscher Forstmann                                                                                             |       |       |
| 14. März | Eftim I.                                   | Patriarch der türkisch-orthodoxen Kirche                                                                        |       |       |
| 14. März | Josef Harpe                                | deutscher Offizier, zuletzt Generaloberst im Zweiten Weltkrieg                                                  | 80    |       |
| 14. März | Wilhelm Höpfner                            | deutscher Graphiker                                                                                             | 68    |       |
| 14. März | Naili Moran                                | türkischer Basketballspieler                                                                                    | 60    |       |
| 14. März | Bruno Müller                               | Bürgermeister der Stadt Höchst                                                                                  | 79    |       |
| 14. März | Erwin Panofsky                             | deutsch-amerikanischer Kunsthistoriker                                                                          | 75    |       |
| 14. März | Friedrich Tränkle                          | deutscher Politiker                                                                                             | 81    |       |
| 15. März | Walther Awe                                | deutscher Pharmazeut und Hochschullehrer                                                                        | 67    |       |
| 15. März | André Carrell                              | niederländischer Komiker und Conférencier                                                                       | 56    |       |
| 15. März | Ray Cory                                   | US-amerikanischer Fotograf und Kameramann                                                                       | 73    |       |
| 15. März | Herbert Deignan                            | US-amerikanischer Ornithologe mit Forschungsschwerpunkt in Thailand                                             | 61    |       |
| 15. März | Carl Hellmut Fritzsche                     | deutscher Bergbauingenieur und Professor für Bergbaukunde                                                       | 72    |       |
| 15. März | Florentine Goswin-Benfer                   | westfälische Heimatschriftstellerin                                                                             | 84    |       |
| 15. März | Franz Haider                               | österreichischer Politiker (KPÖ)                                                                                | 60    |       |
| 15. März | Khuang Aphaiwong                           | thailändischer Politiker, Premierminister von Thailand                                                          | 65    |       |
| 15. März | Ioannis Pasalidis                          | griechischer Politiker und Arzt                                                                                 |       |       |
| 15. März | Hugo Preller                               | deutscher Historiker                                                                                            | 81    |       |
| 15. März | Franz Johann Reimann                       | deutscher Politiker (Zentrum)                                                                                   | 66    |       |
| 16. März | Jakob Boulanger                            | deutscher Widerstandskämpfer und KPD-Funktionär                                                                 | 71    |       |
| 16. März | Mario Castelnuovo-Tedesco                  | italienischer Komponist und Pianist                                                                             | 72    |       |
| 16. März | Gunnar Ekelöf                              | schwedischer Schriftsteller                                                                                     | 60    |       |
| 16. März | Harry Hellawell                            | US-amerikanischer Langstreckenläufer britischer Herkunft                                                        | 79    |       |
| 16. März | Valentine Hugo                             | französische Malerin, Illustratorin, Kostümbildnerin und Autorin                                                | 81    |       |
| 16. März | Eleonora Sears                             | US-amerikanische Tennisspielerin                                                                                | 86    |       |
| 16. März | Hermann Stutzer                            | deutscher Offizier und Militärrichter                                                                           | 80    |       |
| 16. März | Francesco Maria Taliani de Marchio         | italienischer Diplomat                                                                                          | 80    |       |
| 16. März | Emmet Michael Walsh                        | US-amerikanischer Geistlicher, Bischof von Youngstown                                                           | 76    |       |
| 17. März | Harry d’Abbadie d’Arrast                   | französisch-amerikanischer Filmregisseur der späten Stummfilm- und frühen Tonfilmzeit                           | 70    |       |
| 17. März | Jules Basdevant                            | französischer Jurist, Präsident des Internationalen Gerichtshofs (1949–1952)                                    | 90    |       |
| 17. März | Carlo Broggi                               | italienischer Architekt                                                                                         | 86    |       |
| 17. März | Christopher „Black Happy“ Goldston         | US-amerikanischer Jazz-Schlagzeuger                                                                             | 73    |       |
| 17. März | Noble J. Johnson                           | US-amerikanischer Jurist und Politiker                                                                          | 80    |       |
| 17. März | Hans E. B. Kruse                           | deutscher Kaufmann und Hamburger Senator                                                                        | 76    |       |
| 17. März | Ernst Liebergesell                         | deutscher Bauunternehmer                                                                                        | 65    |       |
| 17. März | Rudolf Tönges                              | deutscher Landwirt und Politiker (CDU), MdL                                                                     | 73    |       |
| 18. März | Charles Edward Fuller                      | US-amerikanischer Produzent christlicher Radiosendungen, Gründer einer Bibelschule                              | 80    |       |
| 18. März | Rita von Gaudecker                         | deutsche Schriftstellerin, Leiterin des Kapellenvereins                                                         | 88    |       |
| 18. März | Eugen Helfrich                             | deutscher Politiker (CDU), MdL                                                                                  | 73    |       |
| 18. März | Anna G. Krause                             | US-amerikanische Romanistin und Hispanistin                                                                     | 73    |       |
| 18. März | Harry Kurnitz                              | US-amerikanischer Journalist und Schriftsteller                                                                 | 60    |       |
| 18. März | Maurizio Lama                              | italienischer Jazzmusiker (Piano, auch Orgel, Arrangement)                                                      | 30    |       |
| 18. März | Adalbert Neuburger                         | deutscher Pädagoge und Hochschullehrer                                                                          | 64    |       |
| 18. März | Marcel Pinel                               | französischer Fußballspieler                                                                                    | 59    |       |
| 18. März | Friedrich Riepe                            | deutscher Ingenieur und Manager der deutschen Stahl- und Maschinenbauindustrie                                  | 74    |       |
| 18. März | Alois Wachtel                              | deutscher Historiker                                                                                            | 57    |       |
| 19. März | August Ahrens                              | deutscher Kaufmann und Politiker, MdHB                                                                          | 71    |       |
| 19. März | Alfred Baeumler                            | deutscher Philosoph und Pädagoge                                                                                | 80    |       |
| 19. März | Hennie Binneman                            | südafrikanischer Radrennfahrer                                                                                  | 53    |       |
| 19. März | Margarete Cordemann                        | deutsche Sozialarbeiterin                                                                                       | 79    |       |
| 19. März | Karl Dussik                                | österreichischer Neurologe und Psychiater, Pionier der Ultraschalldiagnostik                                    | 60    |       |
| 19. März | Else Ehser                                 | deutsche Schauspielerin                                                                                         | 73    |       |
| 19. März | Max Kuehne                                 | US-amerikanischer Maler deutscher Abstammung                                                                    | 87    |       |
| 19. März | Jake Lanum                                 | US-amerikanischer Footballspieler                                                                               | 71    |       |
| 19. März | Viktor Madin                               | österreichischer Opernsänger (Bariton) ungarischer Abstammung                                                   | 91    |       |
| 19. März | Paul Markwitz                              | deutscher Filmarchitekt                                                                                         | 59    |       |
| 19. März | Wilhelm Freiherr von Rechenberg            | deutscher Bildhauer                                                                                             | 64    |       |
| 19. März | Fedde Schurer                              | friesischer Schriftsteller                                                                                      | 69    |       |
| 20. März | Bernhard Boll                              | deutscher Verleger                                                                                              | 54    |       |
| 20. März | Charles Chaplin junior                     | US-amerikanischer Schauspieler                                                                                  | 42    |       |
| 20. März | Gustavo Colonnetti                         | italienischer Bauingenieur                                                                                      | 81    |       |
| 20. März | Carl Theodor Dreyer                        | dänischer Filmregisseur                                                                                         | 79    |       |
| 20. März | Cesáreo González                           | spanischer Filmproduzent                                                                                        | 64    |       |
| 20. März | Arthur Harris                              | US-amerikanischer Polospieler                                                                                   | 77    |       |
| 20. März | George Leverett                            | US-amerikanischer Tontechniker                                                                                  | 85    |       |
| 20. März | Kathleen Long                              | englische Pianistin und Musikpädagogin                                                                          | 71    |       |
| 20. März | Hans Schreiber                             | deutscher Politiker (CDU), MdL                                                                                  | 73    |       |
| 21. März | Gerhart Eisler                             | deutscher Journalist und Politiker, MdV                                                                         | 71    |       |
| 21. März | Franz Gresse                               | deutscher Politiker (SPD), MdA                                                                                  | 72    |       |
| 21. März | Jewgeni Adolfowitsch Lewinson              | russischer Architekt                                                                                            | 73    |       |
| 21. März | Erwin Linder                               | deutscher Schauspieler und Synchronsprecher                                                                     | 64    |       |
| 21. März | Karl Pallmann                              | deutscher Politiker (WP), MdR                                                                                   | 86    |       |
| 21. März | Reginald Potts                             | britischer Turner                                                                                               | 76    |       |
| 22. März | Herbert Jensen                             | deutscher Architekt und Professor für Städtebau, Wohnungswesen und Landesplanung an der TH Braunschweig         | 67    |       |
| 22. März | Kurt Reuthe                                | deutscher Jurist, Richter und Nationalsozialist                                                                 | 86    |       |
| 22. März | Max Roden                                  | österreichischer Lyriker                                                                                        | 86    |       |
| 22. März | Erich Thienhaus                            | deutscher Physiker, Mathematiker und Dozent für Akustik und Instrumentenkunde                                   | 58    |       |
| 23. März | Paul Bock                                  | deutscher Unternehmer und Politiker (CDU), MdB                                                                  | 77    |       |
| 23. März | Albert Caasmann                            | deutscher Bildhauer und Porzellankünstler                                                                       | 81    |       |
| 23. März | Jakob Demmerle                             | deutscher Landwirt und Politiker (CDU), MdL                                                                     | 70    |       |
| 23. März | Raimund Fürst                              | österreichischer Fossiliensammler                                                                               | 83    |       |
| 23. März | Edwin O’Connor                             | US-amerikanischer Schriftsteller                                                                                | 49    |       |
| 23. März | Max von Poosch                             | österreichischer Maler                                                                                          | 95    |       |
| 23. März | Friedrich Schiff                           | österreichischer Maler, Zeichner und Karikaturist                                                               | 59    |       |
| 23. März | Ludwig Sinsel                              | deutscher Gewerkschafter und Politiker (SPD, SED), MdL                                                          | 83    |       |
| 23. März | Justino Zavala Muniz                       | uruguayischer Schriftsteller und Politiker                                                                      | 69    |       |
| 24. März | Hans Baumgarten                            | deutscher Journalist                                                                                            | 68    |       |
| 24. März | A. S. J. Carnahan                          | US-amerikanischer Politiker                                                                                     | 71    |       |
| 24. März | Aage Frandsen                              | dänischer Turner                                                                                                | 77    |       |
| 24. März | Alice Guy-Blaché                           | französisch-US-amerikanische Pionierin des Films, Filmregisseurin und Filmproduzentin                           | 94    |       |
| 24. März | Erich Habann                               | deutscher Physiker und Nachrichtentechniker                                                                     | 75    |       |
| 24. März | Heinz Kronasser                            | österreichischer Indogermanist                                                                                  | 55    |       |
| 24. März | Howard Petrie                              | US-amerikanischer Radiosprecher, Film- und Fernsehschauspieler                                                  | 61    |       |
| 24. März | Vincenzo Scaramuzza                        | Pianist und Musikpädagoge                                                                                       | 82    |       |
| 24. März | Leo Schubert                               | deutscher Politiker (NSDAP), MdR                                                                                | 82    |       |
| 25. März | Paul Dierkes                               | deutscher Bildhauer und Grafiker                                                                                | 60    |       |
| 25. März | Hanns Kurth                                | österreichischer Schauspieler                                                                                   | 74    |       |
| 25. März | Arnulf Øverland                            | norwegischer Dichter und Schriftsteller                                                                         | 78    |       |
| 25. März | Wilhelm Schlink                            | deutscher Physiker und Hochschullehrer                                                                          | 92    |       |
| 25. März | Shimomura Sadamu                           | japanischer General und Politiker                                                                               | 80    |       |
| 26. März | Walter Helbig                              | Schweizer Maler                                                                                                 | 89    |       |
| 26. März | Josef Kögl                                 | deutscher Architekt                                                                                             | 77    |       |
| 26. März | Johanna Kohlund                            | deutsche Frauenrechtlerin                                                                                       | 89    |       |
| 26. März | Albertus Wielsma                           | niederländischer Ruderer                                                                                        | 84    |       |
| 27. März | Jessie Cameron                             | britische Mathematikerin                                                                                        | 85    |       |
| 27. März | Anton Dörrer                               | österreichischer Volkskundler und Historiker, Bibliothekar und Archivar                                         | 81    |       |
| 27. März | Juri Alexejewitsch Gagarin                 | sowjetischer Kosmonaut und Oberst der sowjetischen Luftstreitkräfte                                             | 34    |       |
| 27. März | Paul John Hallinan                         | US-amerikanischer Geistlicher, Erzbischof von Atlanta                                                           | 56    |       |
| 27. März | Josef Kapfhammer                           | deutscher Chemiker und Ernährungsphysiologe                                                                     | 79    |       |
| 27. März | Emil Podszus                               | deutscher Erfinder der Podszus-Lautsprechermembrane und Inhaber zahlreicher Industriepatente                    | 87    |       |
| 27. März | Miķelis Valters                            | lettischer Publizist, Diplomat und Politiker                                                                    | 93    |       |
| 28. März | Lluís Benejam i Agell                      | katalanischer Violinist und Komponist                                                                           | 53    |       |
| 28. März | William Cooper                             | US-amerikanischer Segler                                                                                        | 57    |       |
| 28. März | Hans Gehrig                                | deutscher Volkswirt                                                                                             | 85    |       |
| 28. März | D. Lane Powers                             | US-amerikanischer Politiker                                                                                     | 71    |       |
| 29. März | Eric Dutton                                | britischer Lacrossespieler                                                                                      | 84    |       |
| 29. März | Johann Ostermann                           | österreichischer Fußball-Nationalspieler                                                                        | 56    |       |
| 29. März | Hjalmar Petersen                           | US-amerikanischer Politiker                                                                                     | 78    |       |
| 29. März | Hans Treidler                              | deutscher Altphilologe, Althistoriker, Historischer Geograph und Gymnasiallehrer                                | 77    |       |
| 30. März | Friedrich Alles                            | deutscher Politiker (CDU), MdL                                                                                  | 62    |       |
| 30. März | Georgi Chlebarow                           | bulgarischer Tierzüchter                                                                                        | 81    |       |
| 30. März | Bobby Driscoll                             | US-amerikanischer Schauspieler                                                                                  | 31    |       |
| 30. März | Sammy Lee                                  | US-amerikanischer Tänzer, Choreograf und Filmregisseur von Kurzfilmen                                           | 77    |       |
| 30. März | Hans Reiser                                | deutscher Heimatpfleger                                                                                         | 87    |       |
| 31. März | Homer D. Angell                            | US-amerikanischer Politiker                                                                                     | 93    |       |
| 31. März | Heinrich Martin                            | deutscher Bankier                                                                                               | 77    |       |
| 31. März | Skeets McDonald                            | US-amerikanischer Country-Musiker                                                                               | 52    |       |
| 31. März | Elly Ney                                   | deutsche Pianistin                                                                                              | 85    |       |
| 31. März | Eduard Orth                                | deutscher Volkswirt, Unternehmer und Politiker (CDU), MdB, MdL, rheinland-pfälzischer Landesminister            | 65    |       |
| 31. März | Bedřich Pokorný                            | tschechoslowakischer Geheimdienstoffizier                                                                       | 64    |       |
| 31. März | Eivar Widlund                              | schwedischer Fußballtorhüter                                                                                    | 61    |       |
| 31. März | Christen Wiese                             | norwegischer Segler                                                                                             | 89    |       |
| März     | Raimund Discher                            | deutscher Mediziner                                                                                             | 44    |       |